# Rodgau (Gau)

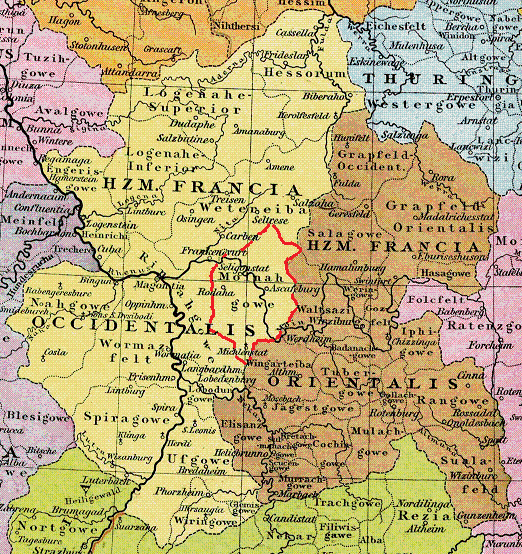
Lage des Maingaus im Herzogtum Westfranken um das Jahr 1000

Der historische Rodgau war ein Teil des mittelalterlichen Maingaues im Südosten des Rhein-Main-Gebietes. In mittelalterlichen Quellen wird er auch als Rothgau, Rohtgau, Rotgau und Robgau bezeichnet.
Heute versteht man unter der Bezeichnung „Rodgau“ die Stadt mit demselben Namen (siehe Rodgau im Kreis Offenbach). Diese Stadt wurde im Jahr 1977 im Rahmen der Gebietsreform in Hessen durch den Zusammenschluss von fünf bis dahin selbstständigen Gemeinden gebildet.

## Lage
Im frühen 19. Jahrhundert wurden folgende Orte zur Landschaftsbezeichnung Rodgau gezählt:
- Nieder-Roden, heute zur Stadt Rodgau
- Dudenhofen, heute zur Stadt Rodgau
- Jügesheim, heute zur Stadt Rodgau
- Hainhausen, heute zur Stadt Rodgau
- Rembrücken, heute zur Stadt Heusenstamm
- Weiskirchen, heute zur Stadt Rodgau
- Lämmerspiel, heute zur Stadt Mühlheim am Main
- Hausen, heute zur Stadt Obertshausen

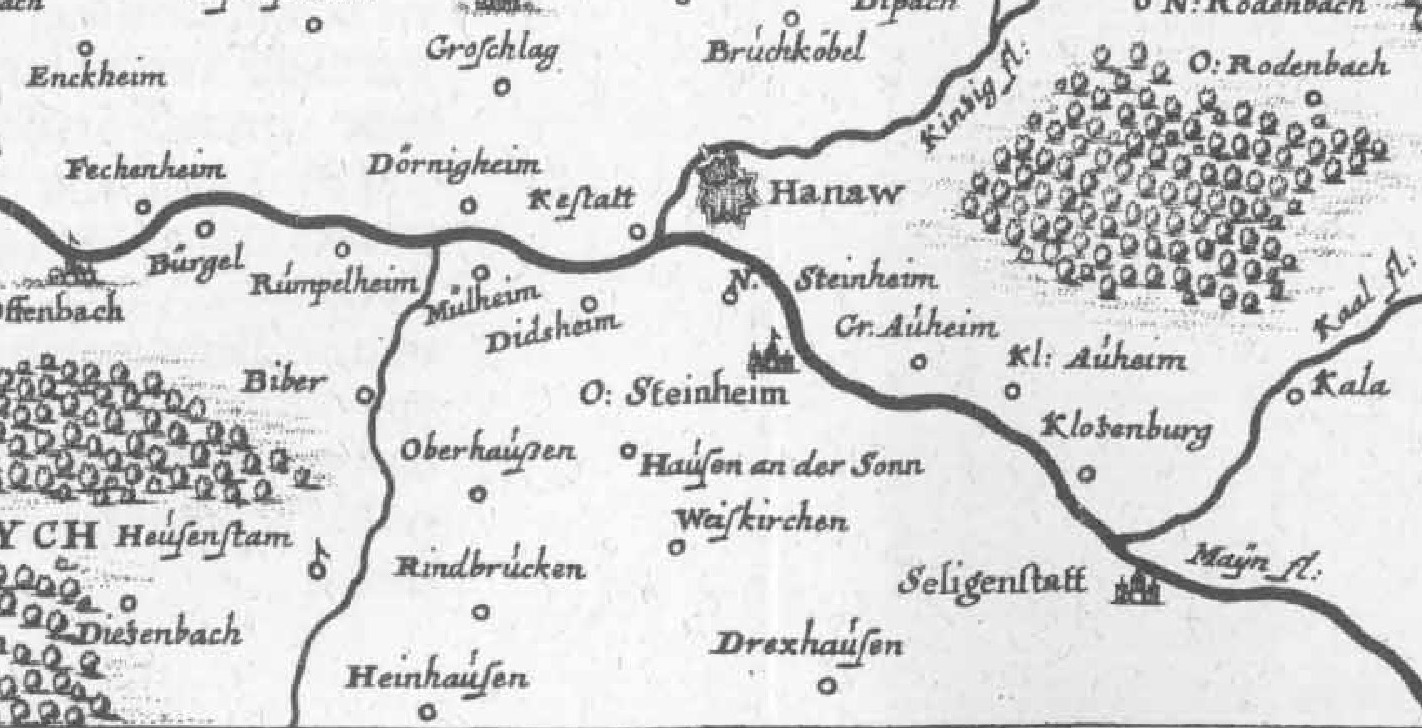
Die Dörfer des nördlichen Rodgaues auf einem Stich von Matthäus Merian

Zur Zeit der Gaueinteilung des Fränkischen Reiches verstand man ein größeres Gebiet unter dem Begriff Rodgau. Er umfasste die ehemaligen Ämter und Zenten Steinheim, Seligenstadt, Heusenstamm und teilweise Dieburg und Offenbach.
Östlich war der historische Rodgau durch den Bachgau, südlich und westlich durch den Oberrheingau und nördlich vom Main begrenzt.

## Geschichte
Die Bezeichnung Rodgau lässt sich auf den ihn in Süd-Nord-Richtung durchfließenden Bach, die Rodau, zurückführen. Das Gebiet des Rodgaues teilte sich im Laufe des Mittelalters auf die folgenden Besitzer auf:
- Abtei Seligenstadt, später Amt Seligenstadt
- Herren von Eppstein, später Amt Steinheim
- Herren von Hagen-Münzenberg
- Herren von Heusenstamm, später Amt Heusenstamm

Bürgel, Rumpenheim und Offenbach am Main gingen an auswärtige Besitzer.